# トラチウアルテペトル
トラチウアルテペトル（ナワ語群: Tlachihualtepetl）は、メキシコのプエブラ州サン・アンドレス・チョルラにある階段ピラミッドである。チョルーラの大ピラミッドとも称される。
先コロンブス期の新大陸において、使われた建築素材の量という点で最大の建築物である。

## 概要
トラチウアルテペトルという名称はナワトル語で「人工の(tlachīhualli < chīhua「作る」) 山(tepetl)」を意味する。
ピラミッドの高さは55メートルで底辺は450メートルにも及ぶ。ピラミッド内にある神殿にはアステカ文明の神であるケツァルコアトルの壁画が遺されている。
大ピラミッドは形成期後期に建設がはじまり、その後何度も拡大・改築を重ねてきたが、4段階にわたって大きな改築があったことが知られている。
- 最初の段階はおそらく形成期後期（紀元前一千年紀後半）の末ごろもので、その建築様式はテオティワカンに近い[1]。底辺が120メートル平方の正方形、高さが17メートルで、ファサードにタルー・タブレロ様式を採用していた。その東西軸は24-26度ほど北西を向き、夏至の太陽が沈む方向に対応していた[5]。
- 古典期の第2段階の改築では底辺が180メートル、高さが35メートルほどに達した。建築様式はテオティワカンとは異なる独自のもので、ピラミッドを構成する4つの面がそれぞれまるごと階段をなし、どの方向からでもピラミッドに登ることができるようになっていた[6][5]。
- 文献によると700年ごろのテオティワカン滅亡後にチョルーラはオルメカ・シカランカ人によって征服されたとされる。この時期に第3段階の改築が行われ、底辺が350メートル、高さが65メートルに達した。第3段階ではふたたびテオティワカン風のタルー・タブレロ様式に戻った。これはチョルーラがテオティワカンの権力の継承者であることを象徴的に表したものと考えられている[7]。
- おそらく後古典期の初期に最後の第4段階の工事が行われ、底辺が400メートルまで拡大された。しかしこの段階の工事が完成したかどうか明らかでない。文献では1200年ごろにメキシコ盆地からトルテカ・チチメカ人がやってきてチョルーラを征服したとされ、このために工事が突然中断した可能性がある[8]。

トルテカ・チチメカは大ピラミッドを放棄し、その北西隣を新たな祭祀の中心とした。ここにケツァルコアトルのピラミッドが建設された。この神殿は現存しないが、文献によればテノチティトランのテンプロ・マヨールよりも大きかったという。この新たな祭祀場を建設するために、放棄された大ピラミッドのファサードが素材として再利用された可能性がある。
16世紀にスペインのコンキスタドールであるエルナン・コルテスがチョルーラを訪れたとき、大ピラミッドはすでに放棄され、その上に雨の神であるチコナウキアウィトル（9の雨）の神殿が建っていたとされる。コルテスらのスペイン人は彼らを歓迎したチョルーラの貴族たちを虐殺した。ケツァルコアトルのピラミッドは破壊され、スペイン人はその後にサンガブリエル教会を建設した。大ピラミッドの上にはレメディオスの聖母教会 (Iglesia de Nuestra Señora de los Remedios, Cholula) を建設した。
後古典期のチョルーラはケツァルコアトル信仰の中心地だった。現在も重要な巡礼地であり続け、大ピラミッドの頂の教会で開催される毎年の祭りには35万人が訪問する。

## ギャラリー

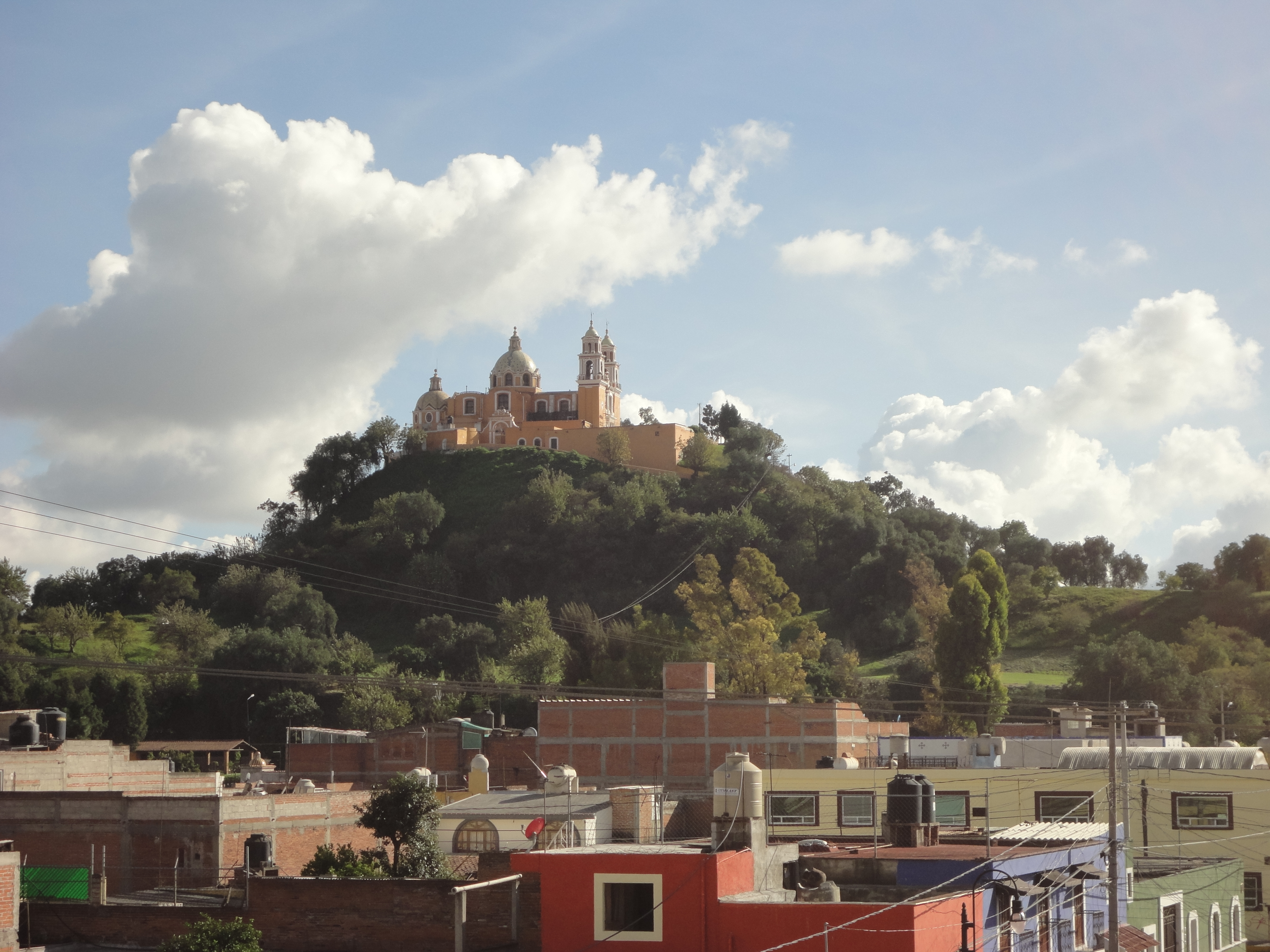
北から見た大ピラミッドと教会
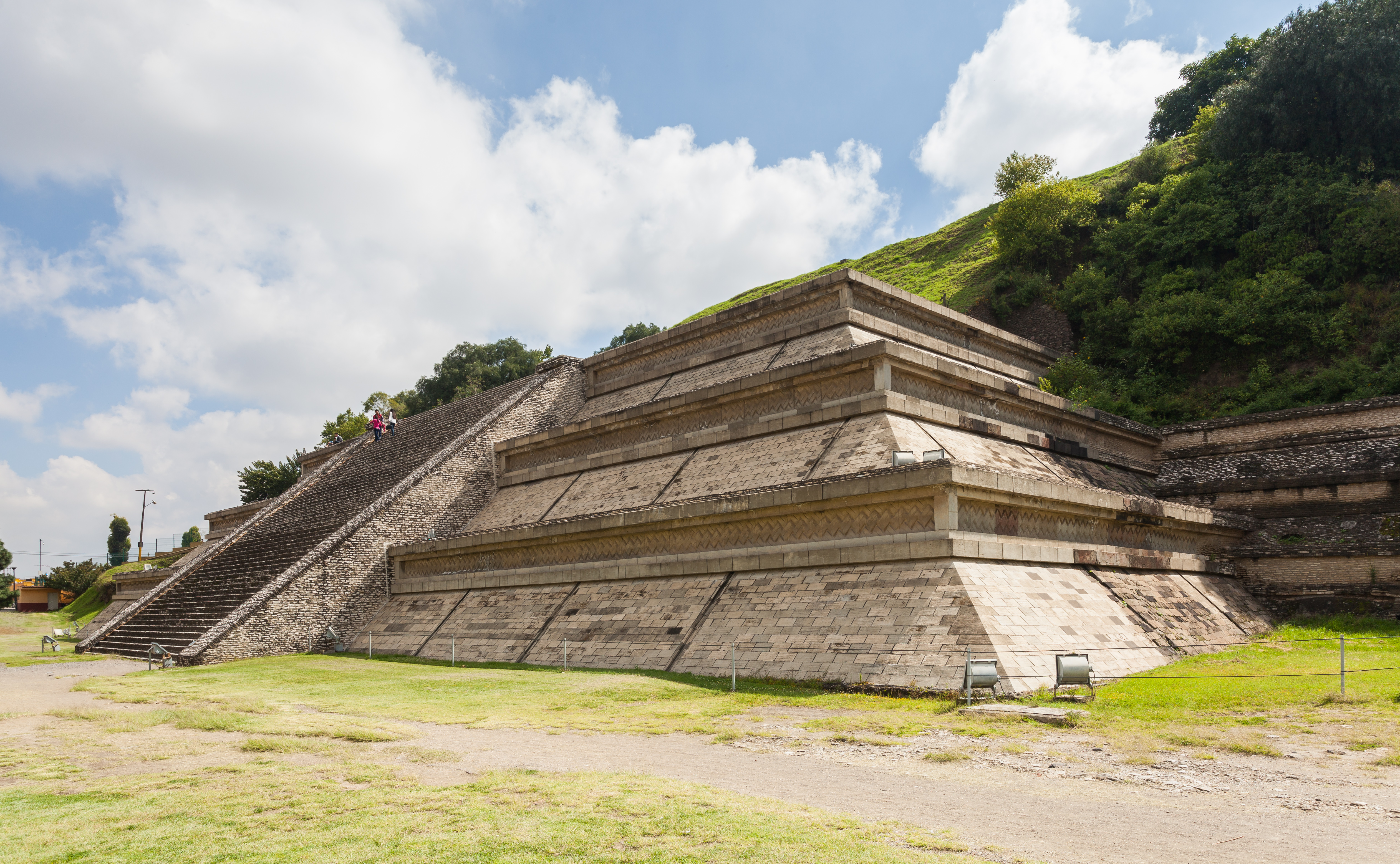
復元された西側
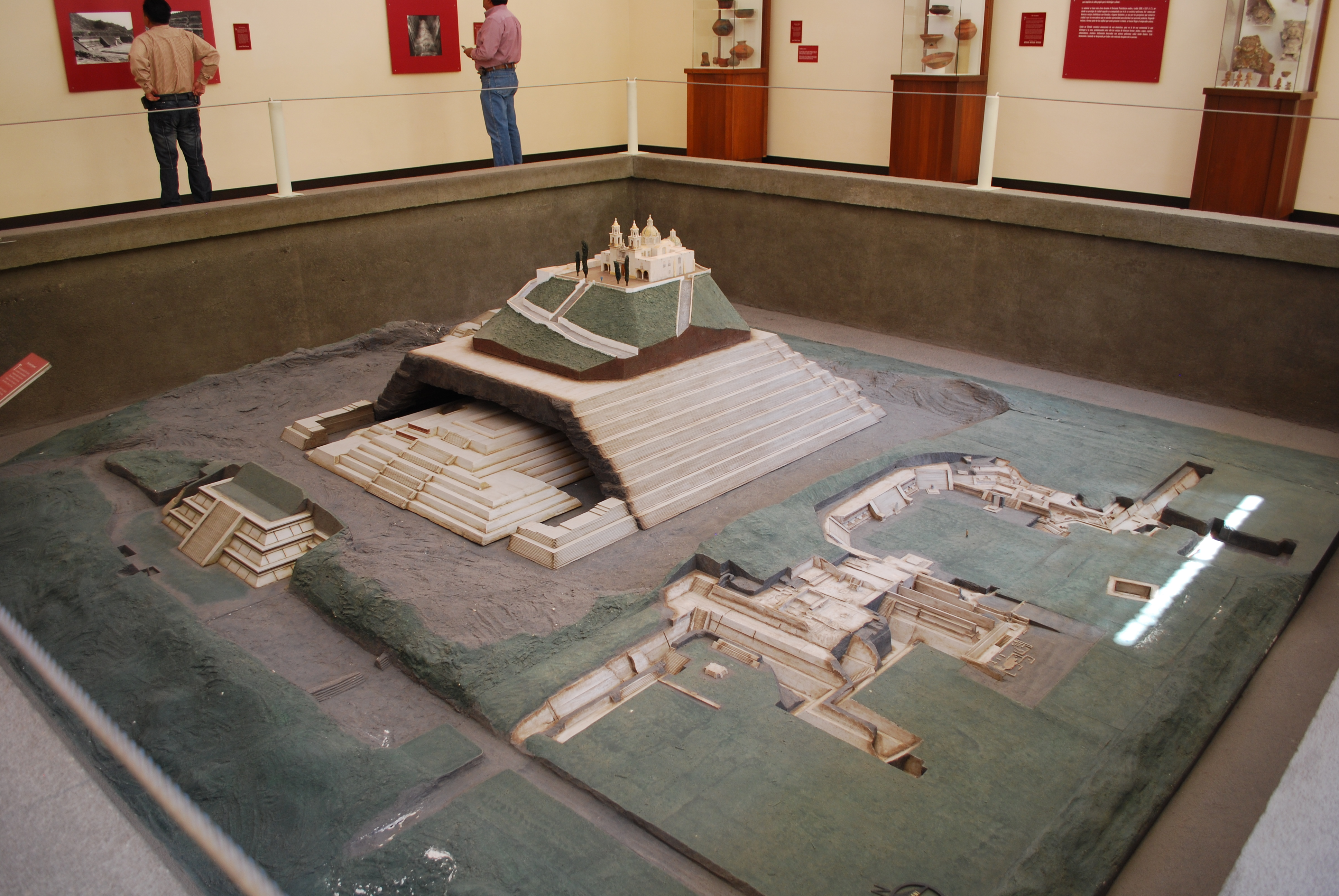
復元模型